# Кёнсан (город)
Кёнса́н (кор. 경산시?, 慶山市?, Gyeongsan-si) — город в провинции Кёнсан-Пукто, Южная Корея.

## География
Кёнсан расположен в южной части провинции Кёнсан-Пукто недалеко от города Тэгу, имея с ним общую границу на западе. К югу лежит уезд Чхондо, к северу и востоку — уезд Йончхон. Кёнсан расположен на пересечении дорог, соединяющих крупные промышленные центры юго-востока страны — Пусан, Тэгу, Пхохан и Ульсан.

## Туризм и достопримечательности
- Культурный фестиваль Кёнсана — проводится каждый год в мае.
- Гробницы знати XVI века, популярное место археологических раскопок, где находят многочисленные украшения, оружие и другие артефакты.[1]
- Развалины военного лагеря Ёнму эпохи Силла.

## Экономика
Кёнсан — один из промышленных центров страны. Здесь расположено два крупных промышленных комплекса — Чиннян и Чаин. Крупнейший из них, промышленный комплекс Чиннян был основан в 1994 году. Сейчас он занимает площадь в 1,5 млн м², ведётся строительство второй и третьей очередей комплекса .

## Образование
Кёнсан — один из центров образования в регионе. Здесь расположены такие высшие учебные заведения как Йоннамский университет, Католический Университет Тэгу, Университет Тэгу, и Университет Кёнъиль. В 2006 году Кёнсан стал местом проведения 38-й Международной химической олимпиады.

## Символы
- Цветок: магнолия
- Дерево: гингко
- Птица: сорока[3]

## Города-побратимы
- Дзёйо, Япония — с 1991
- Цзяонань, Китай — с 1996
- Кандонгу, район Сеула, Южная Корея — с 1996
- Синан, Южная Корея — с 1998
- Сан-Бернадино, США — с 1998 (дружественный город)
- Шенчжоу, Китай — с 1999 (дружественный город)
- Чжаланьтунь, Китай — с 1999 (дружественный город)
- Ханчжоу, Китай — с 2001 (дружественный город)

## Известные жители
- Иль Юн — государственный деятель эпохи Чосон
- Вон Хё — философ эпохи Силла
- Суль Чхон — учёный эпохи Силла
- Пак Нам Ок (1923-2017), корейская кинорежиссёр, актриса и сценарист, считается первой кореянкой, снявшей отечественный фильм в своей стране.